# Valea Teilor
Valea Teilor è un comune della Romania di 1 517 abitanti, ubicato nel distretto di Tulcea, nella regione storica della Dobrugia. 
Valea Teilor è divenuto comune autonomo nel 2004, staccandosi dal comune di Izvoarele.